# Steropleurus chopardi
Steropleurus chopardi är en insektsart som först beskrevs av Charles E. Rungs 1952.  Steropleurus chopardi ingår i släktet Steropleurus och familjen vårtbitare. Inga underarter finns listade i Catalogue of Life.